# Égergalóca
Az égergalóca (Amanita friabilis) a galócafélék családjába tartozó, Európában honos, égerfák alatt növő, nyersen mérgező gombafaj. 

## Megjelenése
Az égergalóca kalapja 3-8 (10) cm széles, alakja fiatalon domború, majd széles domborúan, laposan kiterül, közepe kissé benyomott, kis púppal. Színe barnásokker, szürkésbarna, szépiabarna, dohánybarna; a széle halványabb. Felszíne sima, rajta fehéres-szürkés, hamvas, sűrűn álló, sokáig megmaradó burokmaradvány-pettyekkel, amelyek idős korra lekopnak. Széle a kalap sugarának 25-30%-áig fésűsen bordázott. 
Húsa vékony, törékeny; színe fehéres, sérülésre kissé barnulhat. Szaga némileg dohos, íze enyhe, nem jellegzetes.
Sűrű lemezei épphogy tönkhöz nőttek, majdnem szabadon állók. Színük fehéres vagy halványbarnás. 
Tönkje 5-10 (12) cm magas és 0,6-1,5 cm vastag. Alakja karcsú, hengeres, belül üreges. Színe fehéres, halványbarnás, barnás-fehéres pelyhekkel borított. Bocskora fehéres (idősen barnás), keskeny, lapított, törékeny. Gallérja nincs. 
Spórapora fehér. Spórája nyomott kerekded vagy széles ellipszoid, inamiloid, mérete 10,1-12,1 × 8,5-9,8 µm. 

### Hasonló fajok
Leginkább a mérgező párducgalócával téveszthető össze, de hasonlíthat hozzá a mogyoróbarna galóca, a sárgásbarna selyemgomba, a szürke selyemgomba vagy a szürkebocskorú selyemgomba is. 

## Elterjedése és termőhelye
Európában honos, inkább a hűvösebb, alpesi éghajlaton gyakoribb. Magyarországon ritka.
Nedves élőhelyeken fordul elő, mindig éger alatt. Inkább a meszes talajt preferálja. Nyáron és ősszel terem. 
Nyersen mérgező. Méreganyaga forrázás hatására lebomlik, de a mérgező fajokkal való összetéveszthetősége miatt fogyasztása nem ajánlott.  